# Frank Abagnale
Frank William Abagnale Jr. (ur. 27 kwietnia 1948 w Bronxville w stanie Nowy Jork) – amerykański ekspert od zabezpieczeń, autor, były przestępca.
Prawdziwość życiorysu i osiągnięć jest kwestionowana. W 2020 roku dziennikarz Alan C. Logan dostarczył dokumentację stwierdzającą, że większość faktów na temat życia Abagnale jest znacząco przesadzona lub zmyślona. W 2002 Abagnale przyznał na swojej stronie internetowej, że niektóre fakty na temat jego życia są wyolbrzymione.

## Dzieciństwo
Frank Jr., który jest jednym z czwórki dzieci państwa Abagnale, do szesnastego roku życia mieszkał wraz z rodzicami w Bronxville w Nowym Jorku. Pochodząca z Francji matka, Paulette’a oraz jego ojciec, Frank Abagnale Sr. rozwiedli się, gdy chłopiec miał 16 lat. Frank zadecydował wtedy, iż chce pozostać pod opieką ojca, lecz podczas rozprawy rozwodowej Abagnale uciekł z sądu i już nigdy nie ujrzał swojego ojca. Zdaniem Franka ojciec tak naprawdę go nie chciał, jednak był mu on niezbędny w jego dążeniu do uratowania rodziny. Pomimo tego Abagnale senior był zawsze uznawany przez syna jako wzór do naśladowania i odegrał ważną rolę w jego życiu.

## Zabezpieczenia czekowe
W 1974 roku, Abagnale został zwolniony warunkowo po odbyciu około 2 z 12 lat zasądzonych przez Federal Correctional Institution in Petersburg, Virginia. Nie chcąc powrócić do swojej rodziny w Nowym Jorku, Abagnale twierdzi, że pozostawił wybór lokalizacji zwolnienia warunkowego sądowi, który to zadecydował o Houston, Texas. Pomimo zatrudnienia m.in. jako kucharz, sprzedawca w sklepie i projektant filmowy, to tracił te posady po odkryciu utajenia przez niego historii karalności. Twierdzi, że przyczynił się do ulepszenia zabezpieczeń czekowych, lecz w wywiadzie udzielonym w 2007 roku powiedział, iż dzisiaj mógłby podrobić znacznie więcej czeków i wcale nie zostałby złapany – sprzyjałby mu rozwój technologii. W roku 1980 napisał biografię z współautorem. Do dziś nie ma dowodów, że pracował jako doradca FBI w sprawie oszustw czekowych lub był zatrudniony przez FBI.

## F.W. Abagnale w kulturze
Frank Abagnale jest bohaterem 4 książek:
- Złap mnie, jeśli potrafisz – autobiografia napisana w 1980, wydana w 2000,
- The Art of the Steal – 2001,
- Real U Guide To Identity Theft – 2004,
- Stealing Your Life – 2007,

a także filmu fabularnego w reż. Stevena Spielberga Złap mnie, jeśli potrafisz z roku 2002. W rolę Franka wcielił się Leonardo DiCaprio.
Jest także bohaterem off-broadwayowego musicalu z 2009 roku pod takim samym tytułem jak film Spielberga. W główną rolę wcielił się tam Aaron Tveit. Musical został wznowiony na scenach głównego Broadwayu w 2011 roku. 18 marca 2023 roku odbyła się jego polska prapremiera w Teatrze Muzycznym w Łodzi.